# 콜룸바 히엔시스

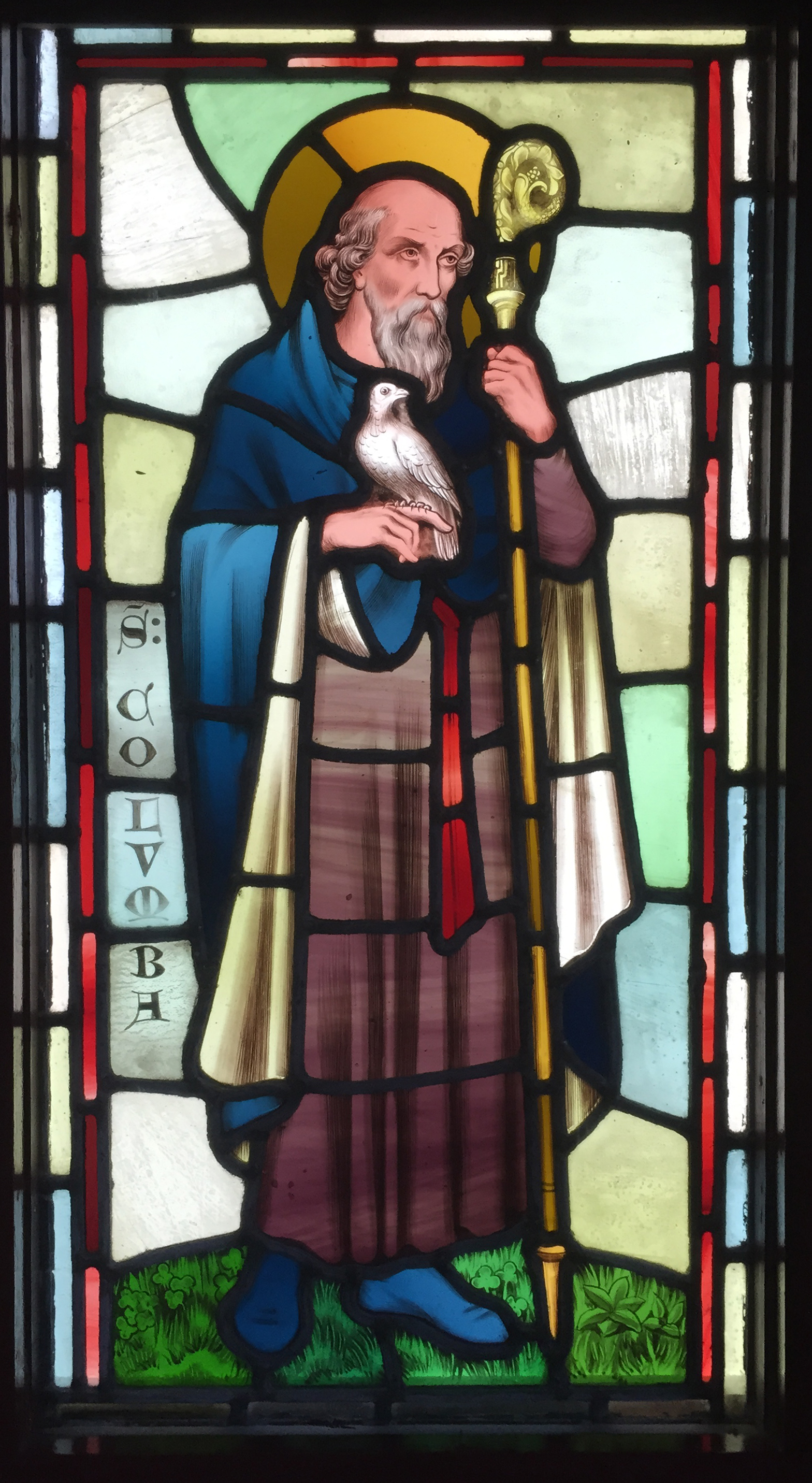

성자 콜룸바 히엔시스(라틴어: Sanctus Columba Hiensis, 아일랜드어: Naomh Colm Cille 니우 콜름 킬러, 스코틀랜드 게일어: Calum Cille, 맨어: Colum Keeilley, 스코트어: Columbkille, 고대 노르드어: Kolbjørn 콜비외른: 521년 12월 7일-597년 6월 9일)는 아일랜드의 수도원장이자 전도사이다. 오늘날의 스코틀랜드 지역을 기독교로 개종시키는 첫 삽을 떴다. 천주교와 정교회, 성공회에서 시성되었고 데리의 수호성인이다. 또한 에린 십이사도 중 한 위를 차지하고 있다.

## 같이 보기
- 켈트 기독교
- 아일랜드의 역사